# Edoardo Mascheroni
Pour les articles homonymes, voir Mascheroni (homonymie).
Edoardo Antonio Mascheroni (Milan, 4 septembre 1852 – Ghirla (Valganna), 4 mars 1941) est un chef d'orchestre et compositeur italien. Edoardo est le frère de Angelo Mascheroni.

## Biographie
Fils de Francesco et de Felicita Dossena, il a commencé pour gagner sa vie à travailler comme copiste chez Ricordi, tout en étudiant en privé l'harmonie, le contrepoint et la fugue avec Raimondo Boucheron. Il a fait ses débuts en 1880 à Brescia en dirigeant Macbeth et, quelques années plus tard, il a travaillé principalement à Rome, où, entre 1884 et 1889, il a dirigé quelques premières italiennes, y compris le Fidelio de Beethoven (le 4 février 1886) et Olympie de Spontini (le 12 décembre 1885). Soutenu par Giuseppe Verdi, qui l'estimait, il a été nommé en 1891, premier directeur du Théâtre de la Scala de Milan, prenant la succession de Franco Faccio. Il s'y est fait connaître pour les créations devant le public lombard de chefs-d’œuvre de Wagner: Tannhäuser (1892), Der Fliegende Holländer et Die Walküre (le 26 décembre 1893). Toujours sur le podium de la Scala, il a dirigé la création de La Wally (le 20 janvier 1892), de Fior d’Alpe d'Alberto Franchetti (le 15 mars 1894) et surtout de Falstaff (le 9 février 1893), qu'il a conduit à la réussite aussi bien en Allemagne qu'en Autriche. Après Milan, en 1896-97, Mascheroni va à Gênes où il dirige Asrael de Franchetti, puis en 1897-98, à Rome où il inaugure le théâtre Adriano avec La Gioconda de Ponchielli. En plus des pays de langue allemande, Mascheroni a été particulièrement actif, entre les dernières années du XIXe siècle et au début du XXe siècle, en France, en Espagne et en Amérique latine. En 1913, il a été parmi les promoteurs de la célébration du centenaire de Verdi, auquel il a participé en tant qu'interprète à Busseto. En 1923, il revient à l'Adriano de Rome, où il dirige Norma de V. Bellini, La traviata et Otello de Verdi. En 1923-24, il est à Bari où il donne Aida et Rigoletto de Verdi et Dejanice de Catalani. En 1925, il dirige Aida à Turin et Gênes, et La Gioconda à Venise.
Il se retire alors dans sa villa de Ghirla à Valganna, où il meurt le 4 mars 1941.
Mascheroni a été apprécié comme un chef pour sa rigueur et sa précision. Il a laissé deux opéras, les deux sur des livrets de Luigi Illica, quelques compositions sacrées et de la musique de chambre.

## Œuvres

### Opéras
Edoardo Mascheroni a composé deux opéras :
- Lorenza (Teatro Costanzi, Rome, 13 avril 1901), dramma lirico in quattro atti, livret de Luigi Illica
- La perugina (Teatro San Carlo, Naples, 24 avril 1909), dramma in quattro atti, livret de Luigi Illica

### Autres œuvres
- Messa da requiem (janvier 1888, commandée par l'« Accademia filarmonica romana » pour les dix ans de la mort de Victor-Emmanuel II.

## Source de la traduction
- (it) Cet article est partiellement ou en totalité issu de l’article de Wikipédia en italien intitulé « Edoardo Mascheroni » (voir la liste des auteurs).